# لی گا ریونگ
لی گا ریونگ (کره‌ای: 이가령؛ زادهٔ ۲ اکتبر ۱۹۸۰) بازیگر و مدل اهل کره جنوبی است. او به خاطر ایفای نقش در زیبایی درون و متن ازدواج و موسیقی طلاق شناخته می‌شود.

## جوایز و نامزدی‌ها
| مراسم جوایز                 | سال  | دسته                                    | نامزد / اثر                    | نتیجه    | منابع |
| --------------------------- | ---- | --------------------------------------- | ------------------------------ | -------- | ----- |
| جوایز ستارگان ای‌پی‌ای‌ان      | ۲۰۲۲ | جایزه بهترین بازیگر زن در یک سریال درام | متن ازدواج و موسیقی طلاق ۲ و ۳ | نامزدشده | [ ۶ ] |
| مراسم جوایز فرهنگ و هنر کره | ۲۰۲۲ | جایزه ستاره جدید                        | متن ازدواج و موسیقی طلاق ۳     | برنده    | [ ۷ ] |